# Раджи, Лоренцо
Лоренцо Раджи (итал. Lorenzo Raggi; 1615, Генуя, Генуэзская республика — 14 января 1687, Равенна, Папская область) — итальянский куриальный кардинал. Генеральный казначей Апостольской Палаты с 13 июля 1643 по 7 октября 1647. Про-камерленго Святой Римской Церкви с 26 мая 1650 по 14 января 1687. Апостольский легат в Романье с 8 марта 1677 по 3 марта 1687. Кардинал-дьякон с 7 октября 1647, с титулярной диаконией Санта-Мария-ин-Домника с 16 декабря 1647 по 21 июля 1653. Кардинал-дьякон с титулярной диаконией Сант-Анджело-ин-Пескерия с 21 июля 1653 по 30 августа 1660. Кардинал-дьякон с титулярной диаконией Сант-Эустакьо с 30 августа 1660 по 11 февраля 1664. Кардинал-священник с титулом церкви Санти-Кирико-э-Джулитта с 11 февраля 1664 по 6 февраля 1679. Кардинал-священник с титулом церкви Сан-Лоренцо-ин-Дамазо с 6 февраля 1679 по 8 января 1680. Кардинал-протопресвитер с 6 февраля 1679 по 8 января 1680. Кардинал-епископ Палестрины с 8 января 1680 по 14 января 1687.